# Зуєв Іван Васильович
Іва́н Васи́льович Зу́єв (26 жовтня (8 листопада) 1907 , Ближньо-Пісочне, Ардатовський повіт, Нижньогородська губернія, Російська імперія  — липень 1942 , М'ясний Бор, СРСР ) — радянський військовий діяч. Депутат Верховної Ради УРСР першого скликання (1938–1942).

## Біографія
Народився 26 жовтня (8 листопада) 1907 року в родині робітника-трубопрокатника в селі Ближньо-Пісочне, тепер у складі міського округу міста Викса, Нижньогородська область, Росія. Закінчив 7 класів. З осені 1929 до 1931 року служив у лавах Червоної армії. Після служби працював в ремонтно-механічному цеху металургійного заводу у Виксі. 
1932 року був повторно призваний в Червону армію. Закінчив Смоленське військово-політичне училище.
З грудня 1933 року — інструктор і помічник командира навчальної роти по політчастині 4-го стрілецького батальйону, з червня 1936 року — старший інструктор політвідділу 4-ї механізованої бригади.
З листопада 1936 року брав участь у громадянській війні в Іспанії, був комісаром танкового батальйону. У 1937 році присвоєно військове звання полковий комісар. Був нагороджений орденами Червоного Прапора та Червоної Зірки.
З грудня 1937 року служив військкомом 15-ї механізованої бригади, потім військовим комісаром 38-ї танкової бригади, з травня 1939 року військовим комісаром 25-го танкового корпусу Уральського військового округу. 
1938 року був обраний депутатом Верховної Ради УРСР першого скликання по Старокостянтинівській виборчій окрузі № 14 Кам'янець-Подільської області
Деякий час був у розпорядженні Політуправління РСЧА, потім з 1939 року — військовий комісар 8-й стрілецького корпусу. 3 листопада 1939 року присвоєно військове звання бригадний комісар.
У 1939–1940 роках брав участь у приєднанні Західної України до СРСР, у радянсько-фінській війні, у приєднанні Бессарабії до СРСР.
З 16 червня 1940 року — військовий комісар 8-го стрілецького корпусу, потім військовий комісар 4-го механізованого корпусу Київського військового округу, з 23 березня 1941 року — член Військової ради 11-ї армії Прибалтійського військового округу.
Брав участь у Великій Вітчизняній війні з 22 червня 1941 року. 23 вересня 1941 року присвоєно військове звання дивізійний комісар.
До 13 грудня 1941 року — член Військової ради 11-ї армії, потім — член Військової ради 4-ї армії, а з 5 березня 1942 року — член Військової ради 2-ї Ударної армії. Воював на Волховському фронті.
У кінці червня 1942 року, під час прориву з оточення, неподалік села М'ясний Бор вийшов до залізниці, на якій працювали шляховики під охороною німецьких солдатів. Один з робітників повідомив німцям про появу «партизана», ті відкрили вогонь з автоматів і, однією з куль, які потрапили в голову, Зуєв був убитий. За іншими даними, він відстрілювався до останнього патрона і застрелився, не бажаючи потрапити в полон. Похований в районі 105-го кілометра залізниці між роз'їздами Бабино — Торф'яне. За документами числився як зниклий безвісти.
У 1965 році могилу Зуєва було знайдено, його останки ідентифіковані і перепоховані біля станції Бабино Ленінградської області. Того ж року Зуєв був посмертно нагороджений орденом Вітчизняної війни 1-го ступеня.

## Нагороди
- орден Червоного Прапора (27.06.1937),
- орден Вітчизняної війни 1-го ступеня (1965, посмертно),
- два ордени Червоної Зірки (02.01.1937, 22.02.1941).